# Pane carasau

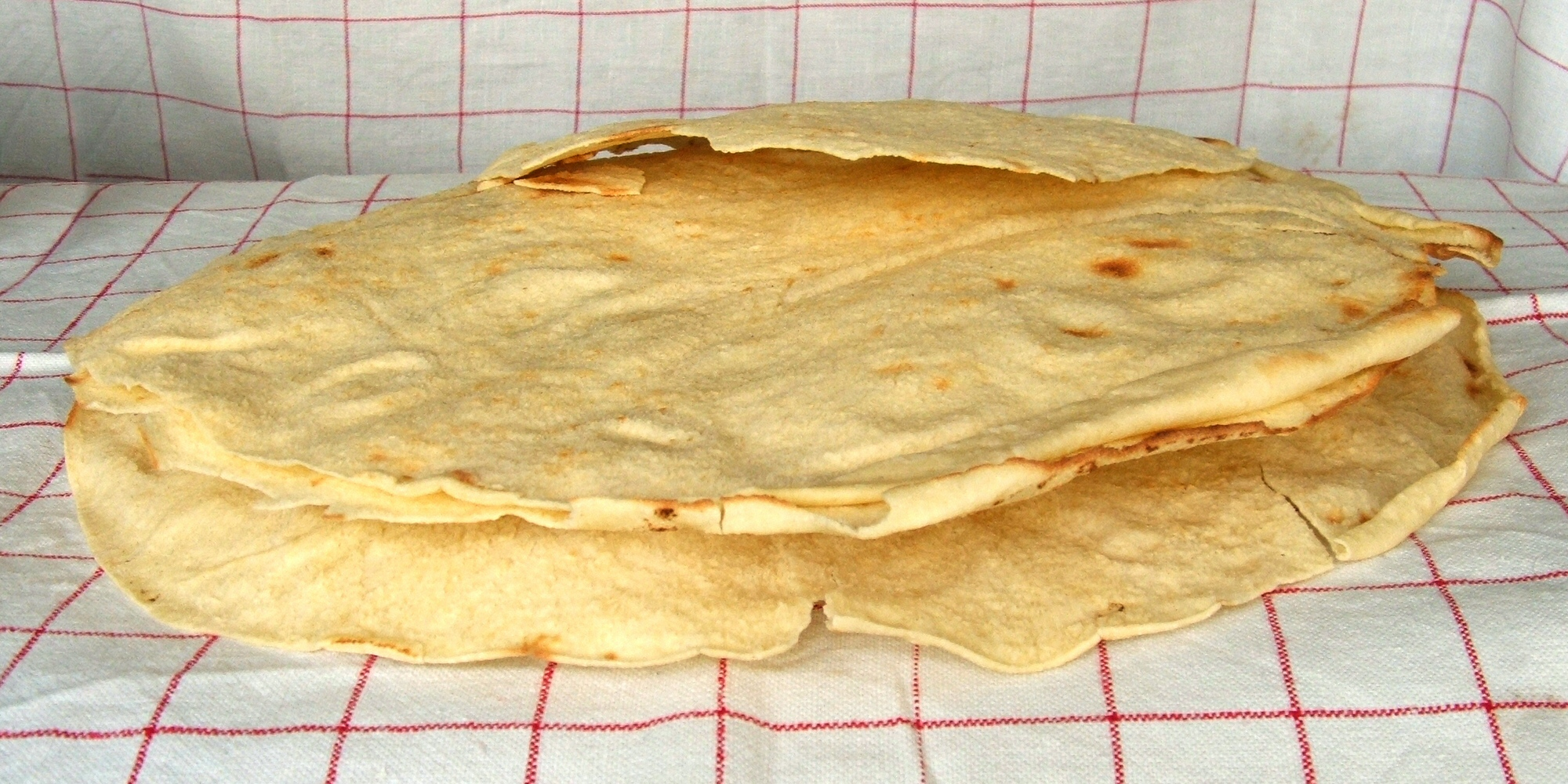
Pane carasau

Pane Carasau of Pistoccu is Sardijns brood dat traditioneel gegeten werd door herders wanneer zij met hun schapen in de bergen waren. Het is flinterdun brood dat meerdere malen in de oven gebakken wordt met stenen erbovenop. Het brood moest licht van gewicht en droog zijn om het makkelijk te kunnen vervoeren en lang te kunnen bewaren. De herders verbleven soms maanden in de bergen. 
Op het Italiaanse vasteland noemt men dit brood carta da musica, (bladmuziek), omdat het zo dun is dat het op papier lijkt en lawaai maakt indien droog gegeten. 
Pane carasau wordt op Sardinië nog altijd veel gegeten. Volgens Sardijnen is het brood beter naarmate het dunner is. De beste pane carasau komt, zo wordt gezegd, uit de provincie Nuoro. Een bekend Sardijns gerecht met pane carasau is Pane Frattau, met tomaten, lokale kruiden, een ei en pecorino sardo.
In de toeristische gebieden van het eiland wordt het brood soms ook op een moderne manier gegeten: in stukken gebroken en met zout als een Sardijnse soort chips. 